# 1943年のNFL
1943年のNFLは、NFLの24年目のシーズンである。
太平洋戦争による選手不足から、クリーブランド・ラムズが活動休止し、フィラデルフィア・イーグルスとピッツバーグ・スティーラーズが連合チームで参戦した。1936年のドラフト制導入以降、戦力の均衡が進んだことから、戦争中にもかかわらず、リーグの人気は上昇し、この年には1試合当たりの観客動員数は2万6千人を超えた。
NFLチャンピオンシップで、シカゴ・ベアーズが、ワシントン・レッドスキンズを41対21で破り、NFLチャンピオンに輝いた。

## ドラフト
1943年4月8日にドラフトが行われ、32巡300名が指名された。全体1位でハイズマン賞受賞者のフランク・シンクウィッチが指名された。ドラフト開始以来初めてこの年のドラフト指名選手からプロフットボール殿堂入り選手は出なかった。

## 主なルール変更
- 第二次世界大戦による選手不足に対応するため、自由な交代が認められた。それまでは最初の3クォーターは1回、第4クォーターは2回の交代が認められていた。そのため、選手は攻撃と守備の両方をこなしていたが、この変更により各選手の専門性が特化されることになり、試合に深みを増す結果になった。
- 全ての選手のヘルメット着用が義務化された。

## 順位表
| 東地区                            |    |    |    |      |      |      |
| チーム                            | 勝 | 敗 | 分 | 率   | 得点 | 失点 |
| ワシントン・レッドスキンズ        | 6  | 3  | 1  | .667 | 229  | 137  |
| ニューヨーク・ジャイアンツ        | 6  | 3  | 1  | .667 | 197  | 170  |
| ピッツバーグ-フィラデルフィア連合 | 5  | 4  | 1  | .556 | 225  | 230  |
| ブルックリン・ドジャース          | 2  | 8  | 0  | .200 | 65   | 234  |

| 西地区                   |    |    |    |      |      |      |
| チーム                   | 勝 | 敗 | 分 | 率   | 得点 | 失点 |
| シカゴ・ベアーズ         | 8  | 1  | 1  | .889 | 303  | 157  |
| グリーンベイ・パッカーズ | 7  | 2  | 1  | .778 | 264  | 172  |
| デトロイト・ライオンズ   | 3  | 6  | 1  | .333 | 178  | 218  |
| シカゴ・カージナルス     | 0  | 10 | 0  | .000 | 95   | 238  |